# La Pachanga
«La Pachanga» es una canción  interpretada por la banda argentina de rock Vilma Palma e Vampiros, que está incluida en su álbum debut de estudio del mismo nombre.

## Origen y significado
La canción fue escrita por Mario "Pajaro" Gómez y Jorge Risso, y hace alusión a celebración de la libertad, el disfrute y el escapismo que se encuentran en la vida nocturna y todo lo que conlleva en ella.

## Lista de canciones

### CD - Promo
| La Pachanga — Single |               |          |  |
| N.º                  | Título        | Duración |  |
| 1.                   | «La Pachanga» | 4:43     |  |

## Posiciones en las listas
| Listas                                     | Posición |
| ------------------------------------------ | -------- |
| Estados Unidos Billboard Hot Latin Tracks  | 74       |
| Estados Unidos Billboard Latin Pop Airplay | 10       |

## Premios y nominaciones
| Año  | Publicación   | País     | Lista                                           | Puesto |
| ---- | ------------- | -------- | ----------------------------------------------- | ------ |
| 2006 | Alborde       | EUA      | 500 canciones del Rock Iberoamericano           | 259°   |
| 2014 | Rolling Stone | Argentna | 100 canciones más destacadas del rock argentino | 97°    |